# Skytanthus martianus
Skytanthus martianus är en oleanderväxtart som först beskrevs av Müll.Arg., och fick sitt nu gällande namn av John Miers. Skytanthus martianus ingår i släktet Skytanthus och familjen oleanderväxter. Inga underarter finns listade i Catalogue of Life.